# Union libre (parti politique)
Pour les articles homonymes, voir Union libre (homonymie).
L'Union libre (en allemand, Freie Union, abrégé en FU) est un parti politique allemand fondé en 2009 sous l'impulsion de Gabriele Pauli, ex-membre de la CSU.
A l'occasion du congrès de la fondation du parti, le 21 juin 2009 à Munich, Pauli a été élue présidente de la FU avec 144 voix sur 155.

## Ligne politique
La FU se considère comme un « mouvement citoyen » remettant en question le système actuel de l'État allemand et rejetant, d'après Pauli, « l'égoïsme et la soif de pouvoir des partis traditionnels »,. Ainsi, le parti réclame le vote direct du chancelier et des ministres ainsi que la tenue d'un référendum constitutionnel. De plus, la FU souhaite une simplification du système fiscal et une centralisation des politiques de l'éducation.

## Histoire

### Élections
Pour les élections fédérales allemandes de 2009, la FU présenta des listes régionales dans douze länder mais n'atteint le nombre de signatures nécessaires qu'en Bavière. Cette liste fut toutefois contestée à la suite d'irrégularité dans la constitution du dossier électoral. L'affaire remonta au Tribunal Constitutionnel Fédéral qui ne permit au parti que de présenter cinq candidats en Bavière et un dans le Brandebourg. Au premier tour, ces deniers rassemblèrent 6 121 voix,,.
Lors des Élections régionales du land de Brandebourg en 2009, le 27 septembre 2009, l'Union Libre atteint 150 voix (soit 0,01 % des voix) avec des candidats sans liste. Pour la première fois de son histoire, lors des élections régionales de Rhénanie-du-Nord-Westphalie, en 2010, la FU réussit à recueillir suffisamment de signatures pour présenter une liste régionale qui atteint 0,02 % des vois. En 2011, lors de l' Élection à la chambre des Députés de Berlin, en 2011, un candidat sans liste de la FU se présenta dans le Quartier de Marzahn-Hellersdorf (Cinquième Circonscription) et atteint 71 votes (0,0 %).
En mars et en mai 2012, le parti ne peut pas non plus former de liste régionale dans la Sarre et en Rhénanie-du-Nord-Westphalie, faute de signatures.

### Conflits au sein du parti
En 2009, dans une lettre destinée au ministre de l'intérieur de l'époque , Thomas de Maizière, les membres du comité exécutif fédéral, Josef Brunner, Peter Frühwald, Daniel Schreiner et Heike Seise, qualifièrent la FU de parti anticonstitutionnel et demandèrent son interdiction ce qui provoqua leur éviction de la FU,
À la mi-juillet 2009, Sabrina Olsson et Michael Meier ont été relevés de leurs fonctions. À la suite de quoi Sabrina Olsson fonda le parti Renouveau 21 - les Libertaires (en allemand, Aufbruch 21 - die Freiheitlichen), dont elle devint la présidente. De la même manière, le 20 décembre 2009, les anciens membres Peter Frühwald, Daniel Schreiner ainsi que Heike Seise fondèrent l'Alliance pour les droits civiques - AfB (en allemand, Allianz für Bürgerrechte - AfB).
Le 27 mai 2010, Gabriele Pauli, renonça à son poste de présidente en raison de divergences politiques et quitta la FU quelques jours plus tard.
Le 30 juin 2010, sur décision du congrès régional, la liste du land de la Hesse fut dissoute sans que rien soit communiqué à ce propos sur le site internet du parti.
En 2017, lors du congrès fédéral, un nouveau comité directeur est élu.